# Maracás
Maracás este un oraș în statul Bahia (BA) din Brazilia.